# La tarde (programa de televisión)
La tarde fue un programa para la sobremesa de Televisión Española que se emitió entre 1983 y 1989. Puntualmente tuvo títulos alternativos como La tarde de verano; ¡Viva la tarde!; La tarde, ¡vaya tarde!; Tal cual; Un verano tal cual; Por la tarde o Una tarde de verano.

## Formato
El programa de 80 minutos de duración, ideado y dirigido por el periodista Alejandro Gómez Lavilla, respondía al formato de magazine y compaginaba entrevistas, actuaciones musicales, reportajes y en ocasiones algún concurso, con un tono desenfadado e informal.

## Historia

### 1983-1984
Comenzó a emitirse en el verano de 1983 bajo el título de La tarde de verano, con la pretensión de cubrir el horario vespertino durante los meses de julio, agosto y septiembre. Sin embargo, fue tal la aceptación que tuvo entre la audiencia que los directivos de la cadena decidieron mantenerlo en pantalla al inicio de la temporada 1983-1984.
Su primer presentador fue Fernando Cubedo, al que siguió desde julio de 1983 el desconocido en aquel entonces Pepe Navarro, que años más tarde se convertiría en uno de los rostros más célebres de la televisión en España. El espacio le sirvió para darse a conocer ante las cámaras y le proporcionó una enorme popularidad, que le valió un Premio TP de Oro en aquel año 1983.
Salvo un breve paréntesis, a principios de 1984, en que fue designado para conducir el Telediario, Navarro permaneció ininterrumpidamente al frente del programa hasta noviembre de 1984, cuando el cordobés abandonó temporalmente TVE. Fue entonces sustituido por la periodista catalana Nuria Gispert, que hasta el momento presentaba el programa los jueves desde los estudios de San Cugat en Barcelona realizado por José María Fraguas. Sería, durante unos meses, acompañada por Paco Montesdeoca.

### 1985-1986
En enero de 1985 se incorpora una nueva presentadora: María Teresa Campos, en el que fue su primer trabajo ante una cámara. En mayo, y bajo el título provisional de ¡Viva la tarde! , con dirección de Pepe Abril, se suman como presentadores la actriz María Casanova y el sacerdote Jorge Casero.
Un mes después, sin embargo, Campos abandona el programa que queda en manos de Casero y Casanova. El primero se retiró del programa pocos meses después, y durante un tiempo, hasta entrado 1986, María Casanova fue la única presentadora.
En julio de 1986 el programa regresa con el título de La tarde, ¡vaya tarde! y un nuevo trío de presentadores: Pastora Vega, Guillermo Fesser y un desconocido Toni Cantó. Solo un mes después, y debido a la baja por enfermedad de Pastora Vega y a incompatibilidades profesionales de Cantó y Fesser, Ángeles Caso se hacía en solitario con las riendas del programa.

### 1987
A partir de enero de 1987 La tarde tuvo nuevo director, Jordi Jaria y a partir del 16 de marzo adquirió un nuevo y original formato: cada semana tendría un presentador distinto, con la única continuidad de la revista de espectáculos presentada por Florencio Solchaga.
Entre el 16 de marzo de 1987 y el 29 de enero de 1988 presentaron el programa los siguientes personajes, todos ellos conocidos por la audiencia del programa: Terenci Moix, Montserrat Roig, Matías Prats Cañete, César Manrique, el padre jesuíta Alfonso Álvarez Bolado, Fernando Sánchez Dragó, Javier Gurruchaga, Bibí Andersen, José Luis Coll, Ramoncín, Olvido Gara, Paloma San Basilio, Silvia Tortosa, Diego Galán, José Oneto, Isabel Gemio, Fernando Argenta, Emilio Gutiérrez Caba, Emma Cohen, Manuel Hidalgo, María José Goyanes, Antonio Banderas, Jordi Bordas y Eduardo Martín de Pozuelo, Jesús Marchamalo, Joaquín Merino, Jaime Azpilicueta, Virginia Mataix, Eduardo Sotillos, Moncho Alpuente, Antonio Gutiérrez Díaz, Paco Machado, Joan Barril, Mónica Randall, Alfonso Ussía, Andrés Aberasturi, Julio César Iglesias, Carlos Herrera, Miguel Ángel Aguilar, Jorge Martínez Reverte, Alfonso Eduardo y Ricardo Fernández Deu.
Los presentadores esporádicos de La tarde debían adaptar el programa a su estilo personal durante la semana que lo conducían e invitar a amigos con quienes se sintieran a gusto. Así por ejemplo Terenci Moix invitó a amigos suyos como Antonio Gala, Massiel o Miguel Bosé y Bibí Andersen hizo lo mismo con Elena Benarroch o Victoria Abril. El decorado del programa se mantenía sin cambios semana a semana pero algunos presentadores optaron por darle su toque personal, como la semana que presentó La tarde Alaska, que llenó el plató de candelabros con velas encendidas, o cuando la presentadora fue Paloma San Basilio, que llevó desde su casa sus propias plantas y cojines para los sofás.
Del 20 de abril al 15 de mayo de 1987 el programa redujo su duración a 30 minutos a causa de la emisión de la Vuelta ciclista a España 1987. Durante esas cuatro semanas no hubo presentador famoso y Florencio Solchaga se encargó de conducir una versión reducida de La tarde. Posteriormente, en agosto se puso al frente de la revista de espectáculos M. Carmen García Vela. Más tarde, en otoño de 1987 tomó las riendas de la revista de espectáculos Isabel Tenaille. 

### 1988-1989
A partir del 1 de febrero de 1988 se designa como nuevo presentador al periodista cinematográfico Manuel Hidalgo y a José María Fraguas como realizador. Además se cambió el título al programa por Tal Cual. En los meses estivales, la encargada de presentar Un verano tal cual fue Isabel Gemio, que contó con la colaboración de Inka Martí.
En enero de 1989 el programa retomó su título original, con un pequeño matiz (se llamó Por la tarde) y aunque José María Fraguas continuó en la realización hasta febrero, pasó a ser presentado por Andrés Aberasturi. En abril de 1989, cuatro meses después, Aberasturi presentó su dimisión por razones económicas.
Le sustituyeron primero Santiago López Castillo y Cristina Higueras y posteriormente Elena Sánchez hasta la cancelación del espacio en septiembre de 1989, ya con el título de La tarde de un verano.
El espacio que sustituyó definitivamente a La Tarde fue un magazine comandado por Jesús Hermida titulado A mi manera.

## Sintonía
Se utilizó «L'Enfant» del álbum Opera Sauvage de Vangelis. Y posteriormente «The Long Road» del álbum Cal de Mark Knopfler.